# Przejście graniczne Boboluszki-Skrochovice
Przejście graniczne Boboluszki-Skrochovice – polsko-czechosłowackie przejście graniczne małego ruchu granicznego w województwie opolskim, w powiecie głubczyckim, w gminie Branice, w miejscowości Boboluszki, zlikwidowane w 1985.

## Opis
Przejście graniczne małego ruchu granicznego Boboluszki-Skrochovice – III kategorii zostało utworzone 13 kwietnia 1960. Dopuszczony był ruch osób i środków transportu na podstawie przepustek w związku z przewozem buraków cukrowych w celu ich przerobu, a także w związku z przewozem wytworzonych z nich produktów. Otwierane było po wzajemnym uzgodnieniu umawiających się stron. Organy Wojsk Ochrony Pogranicza wykonywały odprawę graniczną i celną. Osoby przekraczające granicę w tym przejściu mogły przenosić lub przewozić tylko te przedmioty, które zgodnie z Konwencją lub przepisami wydanymi na jej podstawie nie wymagały zezwolenia na wywóz lub przywóz oraz zwolnione były od cła i innych opłat. Kontrolę graniczną i celną osób towarów oraz środków transportu wykonywała Strażnica WOP Boboluszki. 
Formalnie zlikwidowane w 24 maja 1985.

## Galeria

Przejście graniczne Boboluszki-Skrochovice
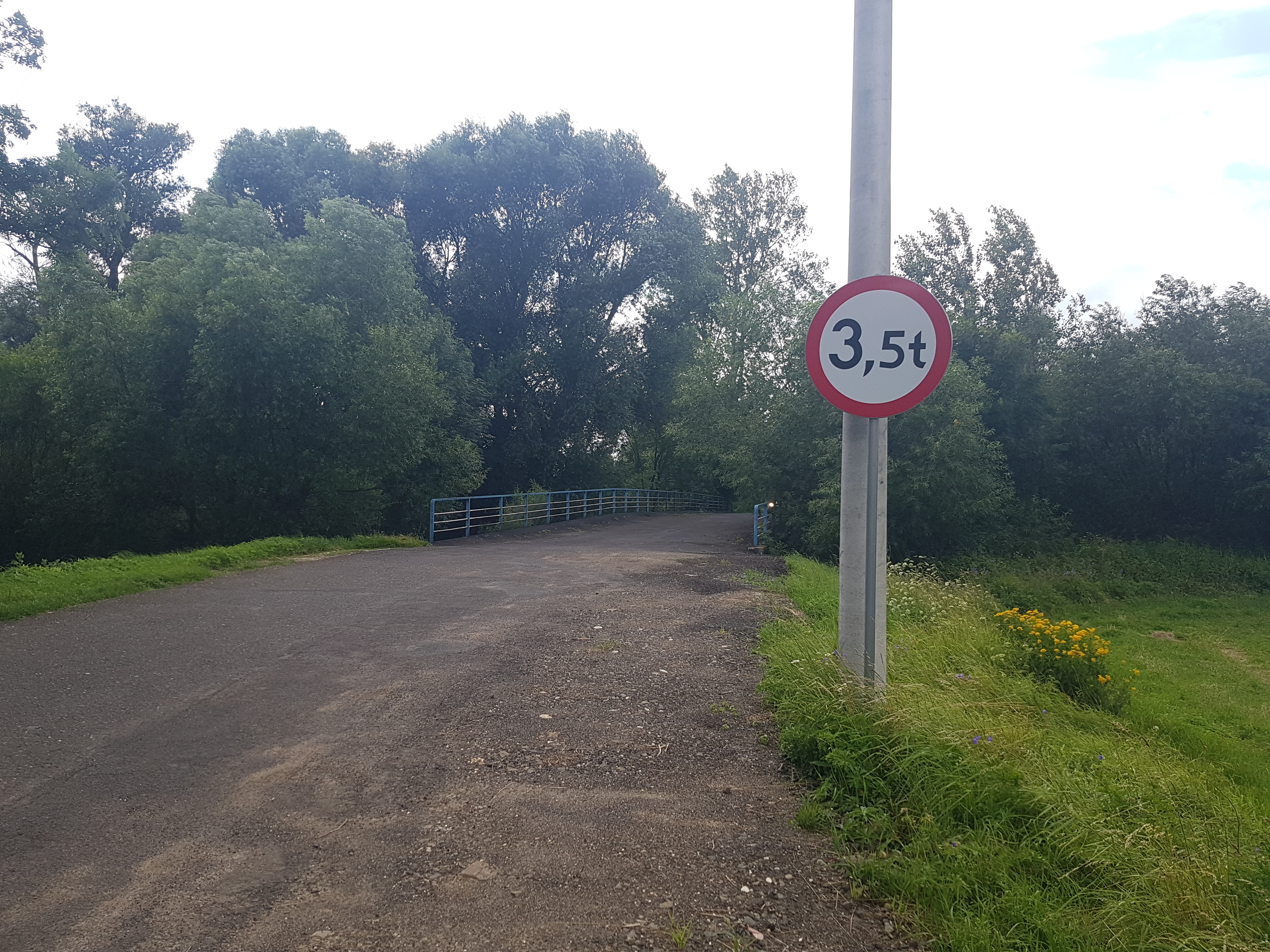
Widok od strony polskiej (lipiec 2020)
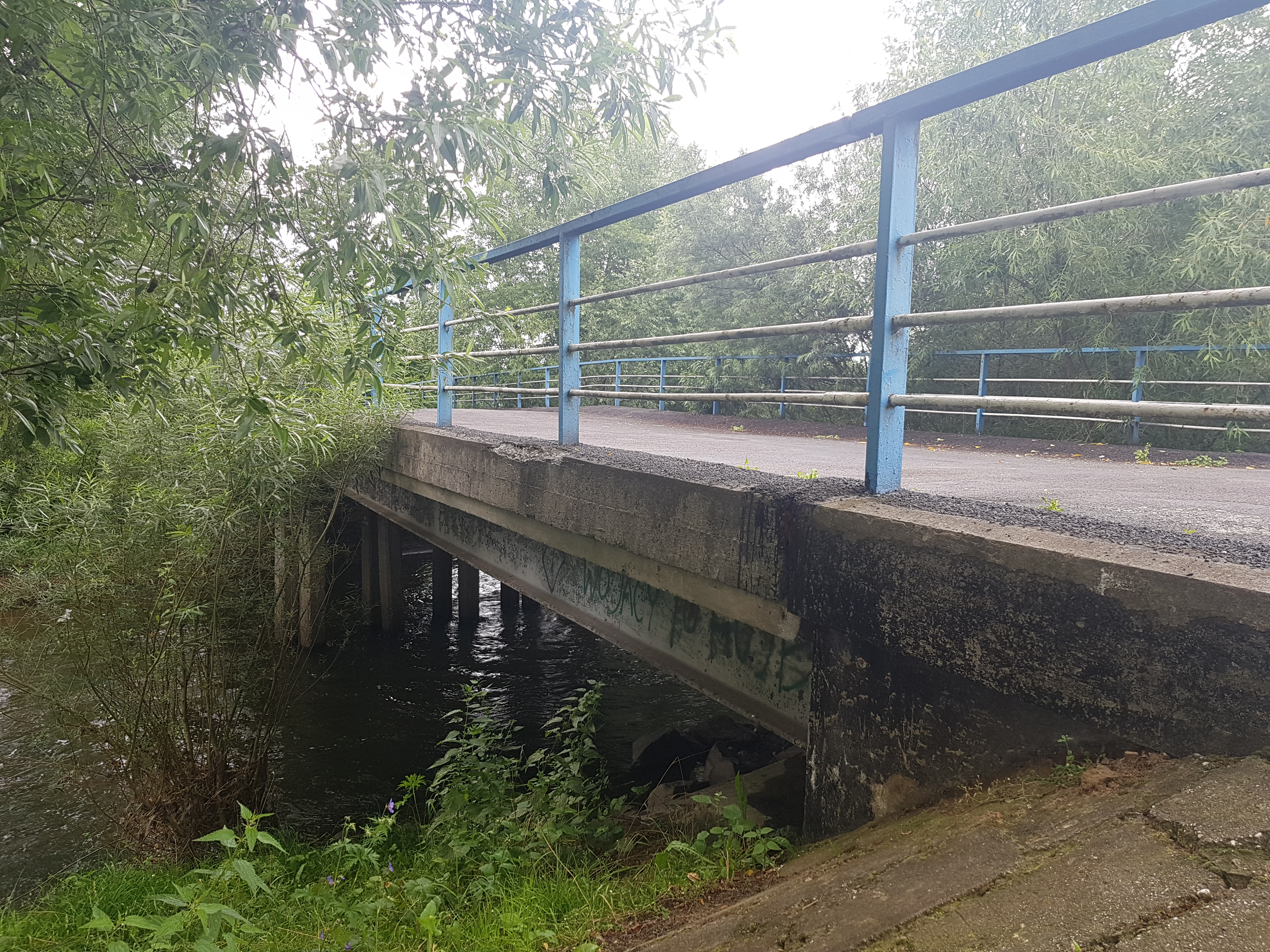
Most na Opawie – widok od strony polskiej (lipiec 2020)
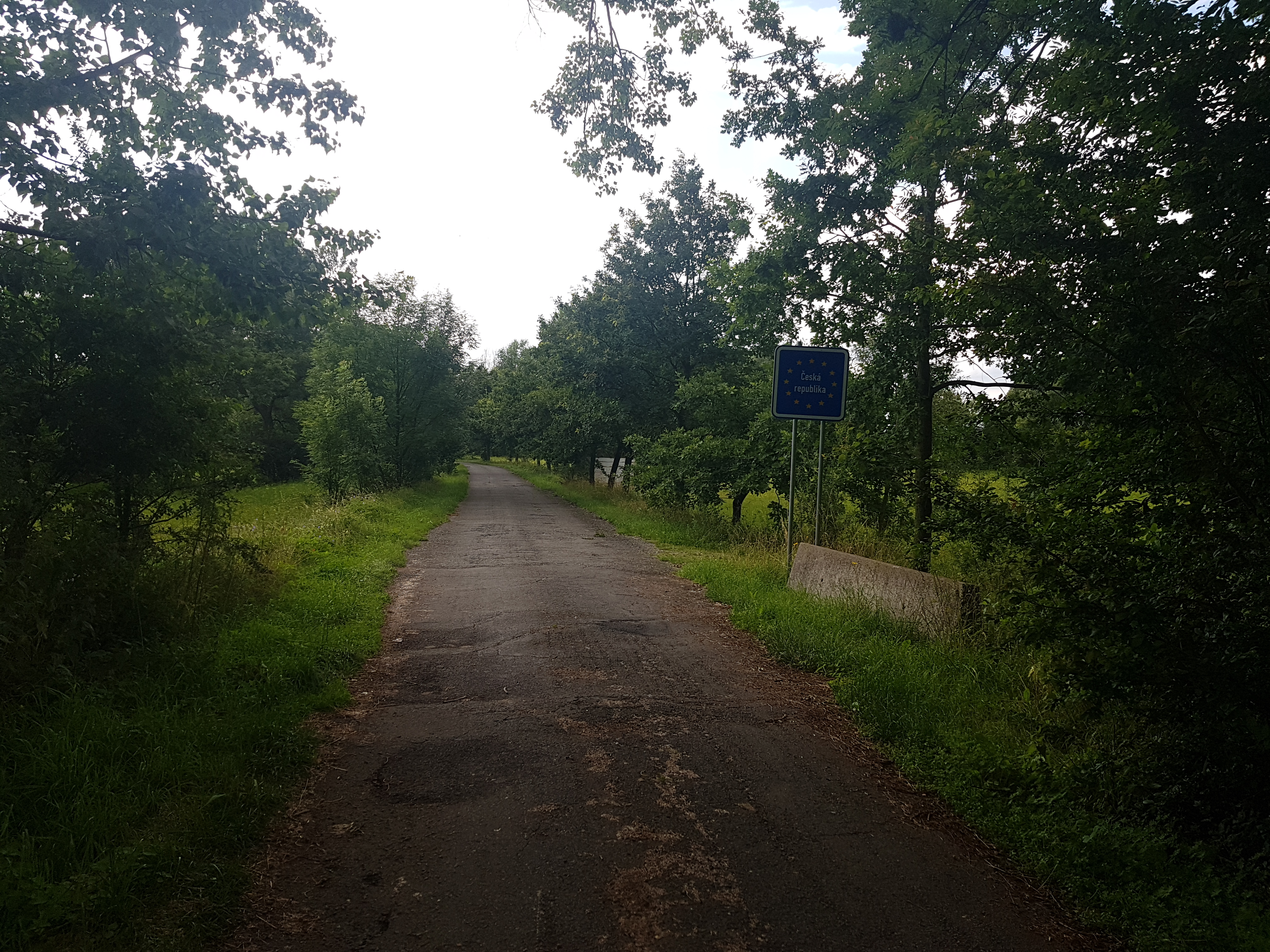
Widok od strony polskiej (lipiec 2020)